# Drinkgeldpolitiek

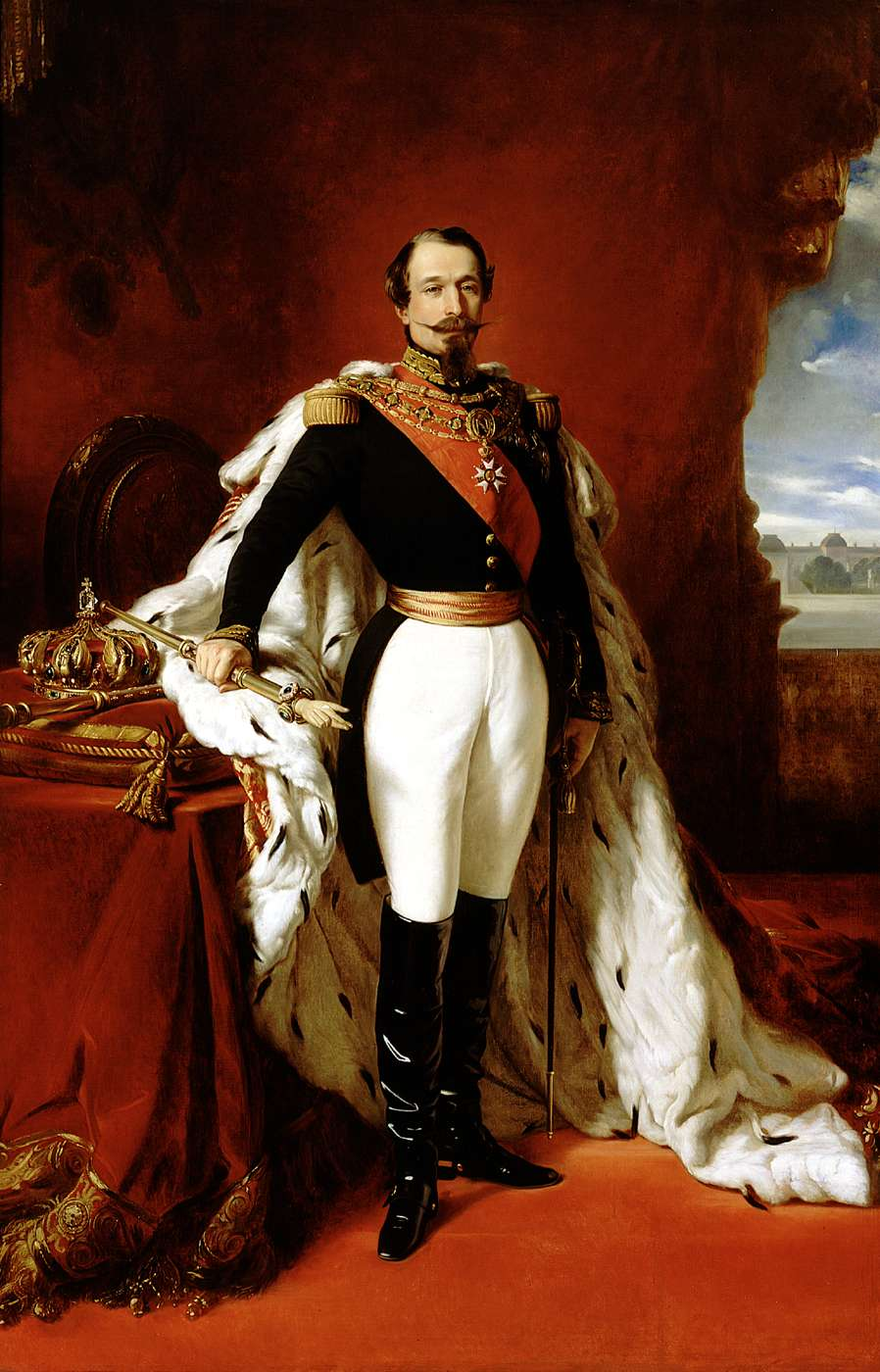
Portret van Napoleon III door Franz Xaver Winterhalter, olieverf op doek, 1855.

De drinkgeldpolitiek of het fooienbeleid (Duits: Trinkgeldpolitik; Frans: politique des pourboires) is de bijnaam waarmee de Pruisische kanselier Otto von Bismarck het internationaal beleid van de Franse keizer Napoleon III omschreef. In onderhandelingen probeerde die immers steeds territoriale gebiedsuitbreidingen voor het Tweede Franse Keizerrijk te verbinden aan zijn handelen en niet-handelen, veelal op militair vlak.
Op 21 juli 1858 vond de Ontmoeting van Plombières plaats, een geheime ontmoeting tussen keizer Napoleon III en graaf Camillo Benso di Cavour, de eerste minister van Piëmont-Sardinië in de Franse plaats Plombières-les-Bains. Hierbij zegde Napoleon III militaire steun toe aan Piëmont-Sardinië, in ruil voor gebiedsuitbreidingen. Tijdens de Tweede Italiaanse Onafhankelijkheidsoorlog in 1859 steunde het Tweede Franse Keizerrijk ook effectief Piëmont-Sardinië in de strijd tegen het Keizerrijk Oostenrijk. In ruil voor deze bijdrage in de Risorgimento verwierf Frankrijk ingevolge het Verdrag van Turijn van 1860 het grondgebied van zowel het hertogdom Savoye als het graafschap Nizza.
Met Pruisen probeerde Napoleon III te onderhandelen over Pruisische neutraliteit of zelfs Pruisische steun bij het eventuele verwerven van België door het Tweede Franse Keizerrijk. Nadien, in 1867, waren er zelfs geheime onderhandelingen tussen Napoleon III en Bismarck over de Franse aankoop van Luxemburg. Deze aankoop sprong echter af en leidde tot de Luxemburgse kwestie. Bismarck weigerde hier echter steeds op in te gaan. Dit zorgde voor irritatie bij de Franse diplomatie en het aanwakkeren van de Pruisische francofobie wat tot een hoogtepunt zou komen tijdens de Frans-Duitse Oorlog van 1870, die de val zou betekenen van het Tweede Franse Keizerrijk.